# Linia kolejowa Dresden – Werdau
Linia kolejowa Dresden – Werdau – zelektryfikowana, dwutorowa główna linia kolejowa w Niemczech, w kraju związkowym Saksonia. Biegnie z Drezna przez Freiberg, Chemnitz i Zwickau do Werdau, gdzie łączy się z linią Leipzig – Hof w Bogendreieck Werdau.
Linia została otwarta w kilku etapach. Pierwszy został oddany odcinek Dresden – Tharandt, w 1858 odcinek Chemnitz – Zwickau, a w 1862 trasa od Tharandt do Freiberga. Cała linia została otwarta w 1869. Jest częścią Magistrali Saksońsko-Frankońskiej, łączącej Drezno z Norymbergą.